# Joseph Lafontant
Joseph Lafontant (Jacmel, 17 de dezembro de 1937) é um clérigo católico romano haitiano e bispo auxiliar emérito de Porto Príncipe.

## Biografia
O Arcebispo de Porto Príncipe, François-Marie-Joseph Poirier, ordenou-o sacerdote da Arquidiocese de Porto Príncipe em 29 de junho de 1963.
O Papa João Paulo II nomeou-o bispo titular de Gilba e bispo auxiliar em Porto Príncipe em 25 de novembro de 1986. O Cardeal Prefeito da Congregação para os Bispos e Presidente da Pontifícia Comissão para a América Latina, Bernardin Gantin, ordenou-o bispo em 25 de janeiro do ano seguinte, na Catedral de Porto Príncipe; os co-consagradores foram François-Wolff Ligondé, Arcebispo de Porto Príncipe, e Léonard Pétion Laroche, Bispo de Hinche.
Em 27 de julho de 2013, o Papa Francisco aceitou sua renúncia por idade.